# آکادمی نظامی اودسا
آکادمی نظامی اودسا (انگلیسی: Odesa Military Academy) یک موسسه عالی نظامی مدرن در نیروهای مسلح اوکراین است. این آکادمی آموزش زبان برای نظامیان و کارمندان نیروهای مسلح اوکراین، آموزش پیشرفته پرسنل نظامی و کارکنان علمی و آموزشی و آماده‌سازی دانشجویان برای آموزش افسران ذخیره را ارائه می‌دهد.
آکادمی نظامی اودسا در سال ۲۰۱۱ تأسیس شد. ساختمان مرکزی این دانشگاه در شهر اودسا قرار دارد.